# Mina Tander
Mina Tander (Colonia, 4 de diciembre de 1978) es una actriz alemana, reconocida principalmente por interpretar el papel de la agente de la Oficina Federal para la Protección de la Constitución Esther Krug en la serie Berlin Station entre 2016 y 2019. También ha registrado apariciones en otras series de televisión como Tatort y SOKO Rhein-Main.

## Filmografía seleccionada
| Año       | Título                        | Papel            | Notas       | Ref.              |
| --------- | ----------------------------- | ---------------- | ----------- | ----------------- |
| 1995      | Verbotene Liebe               | Lena Gassner     |             | [ 1 ]             |
| 1996      | Absprung                      |                  | Telefilme   | [ 2 ]             |
| 2000      | Harte Jungs                   | Leonie           |             | [ 3 ]             |
| 2000      | Schule                        | Melanie          |             | [ 4 ]             |
| 2003      | Fremder Freund                | Julia            |             | [ 5 ] [ 6 ] [ 7 ] |
| 2004      | Tatort                        | Lisa             | 1 episodio  |                   |
| 2005      | Oktoberfest                   | Katrin           |             | [ 8 ]             |
| 2006      | Tatort                        | Martina Matussek | 1 episodio  |                   |
| 2009      | Der Kriminalist               | Tanja Sonntag    | 1 episodio  | [ 9 ]             |
| 2009      | Maria, ihm schmeckt's nicht   | Sara Marcipane   |             | [ 10 ] [ 11 ]     |
| 2010      | Zeiten ändern dich            | Madre de Bushido |             | [ 12 ]            |
| 2012      | Tatort                        | Sandra           | 1 episodio  |                   |
| 2012      | Du hast es versprochen        | Hanna            |             | [ 13 ]            |
| 2013      | Buddy                         | Lisa             |             | [ 14 ]            |
| 2015      | Frau Müller muss weg!         | Marina Jeskow    |             | [ 15 ]            |
| 2016      | Seitenwechsel                 | Teresa Paschke   |             | [ 16 ] [ 17 ]     |
| 2016      | Antonio, ihm schmeckt's nicht | Sara Marcipane   |             | [ 10 ]            |
| 2016–2019 | Berlin Station                | Esther Krug      |             | [ 18 ]            |
| 2017      | Eine gute Mutter              | Greta Burmeester | Telefilme   | [ 19 ]            |
| 2017–2018 | Jerks                         | Mina Tander      | 2 episodios |                   |
| 2018      | Die Entdeckung der Liebe      | Valerie          | Telefilme   | [ 20 ]            |
| 2018      | Nord Nord Mord                | Susanna Wagner   | 1 episodio  |                   |
| 2025      | Cassandra                     | Samira           |             | [ 21 ] [ 22 ]     |

## Premios
- 2009: Nominación – German Film Critics Award a mejor actriz por Maria, ihm schmeckt's nicht[2][11]
- 2014: Nominación – Jupiter Award a mejor actriz alemana por Buddy[23]
- 2017: Galardón – Jupiter Award a mejor actriz femenina por Seitenwechsel[16]